# 馬弗里克芒廷 (蒙大拿州)
馬弗里克芒廷（英語：Maverick Mountain）是位於美國蒙大拿州比弗黑德縣的普查規定居民點。

## 人口
根據2020年美國人口普查的數據，馬弗里克芒廷的面積為4.79平方千米，皆為陸地。當地共有人口67人，而人口密度為每平方千米13.99人。